# Campeonato Mundial de Biatlón de 2029
El LXI Campeonato Mundial de Biatlón se celebrará en Oslo (Noruega) en febrero de 2029 bajo la organización de la Unión Internacional de Biatlón (IBU) y la Federación  de Biatlón.
Las competiciones se realizarán en el Centro Nacional de Holmenkollen, ubicado al norte de la capital noruega.